# Jiffy
Ein Jiffy bezeichnet im Englischen ein kurzes, häufig nicht näher spezifiziertes Zeitintervall (ähnlich dem deutschen „Augenblick“ oder „Moment“). Es wird vermutet, dass der Begriff aus dem Kriminellen-Slang des 18. Jahrhunderts stammt.
In Wissenschaft und Computertechnik kann „Jiffy“ verschiedene, jeweils für die Anwendung definierte Zeitintervalle beziehungsweise Zeiteinheiten angeben, wodurch eine systembezogene Zeitmessung erlaubt wird.
Richard C. Tolman machte vergeblich den Vorschlag, das Zeitintervall, das Licht benötigt, um die Entfernung von einem Femtometer zurückzulegen, also etwa 10−23 Sekunden, als Jiffy zu bezeichnen.
Im Bereich der Computertechnik steht ein Jiffy für die Periodendauer des Timer-Interrupts und stellt damit eine betriebssystem- und hardwareabhängige Maßeinheit dar. Im Laufe der Zeit, in der die Computer schneller wurden, ist auch 1/60 einer Sekunde als ein Jiffy gebräuchlich geworden. Dies entspricht etwa der Bilderneuerungsrate eines Computerbildschirms.